# 吉姆·塔蘭托
吉姆·塔蘭托（英語：Jim Talent；1956年10月18日—）是美国的一位政治人物。在2002年至2007年期間，他是密蘇里州的兩位聯邦參議員之一。他的黨籍是共和黨。塔蘭托也是美國傳統基金會的一位研究員。